# Шешенкаринський сільський округ
Шешенка́ринський сільський округ (каз. Шешенқара ауылдық округі, рос. Шешенкаринский сельский округ) — адміністративна одиниця у складі Бухар-Жирауського району Карагандинської області Казахстану. Адміністративний центр — село Шешенкара.
Населення — 869 осіб (2021; 1091 у 2009, 1865 у 1999, 2429 у 1989).
Станом на 1989 рік існувала Пролетарська сільська рада (села Пролетарське, Уштау, селище Ащису).

## Склад
До складу округу входять такі населені пункти:
| Населений пункт | Населення, осіб (1989) | Населення, осіб (1999) | Населення, осіб (2009) | Населення, осіб (2021) |
| --------------- | ---------------------- | ---------------------- | ---------------------- | ---------------------- |
| Ашису, село     | 183                    | 193                    | 108                    | 59                     |
| Уштау, село     | 767                    | 426                    | -                      | -                      |
| Шешенкара, село | 1479                   | 1246                   | 983                    | 810                    |